# French Open 1990 (Badminton)
Die French Open 1990 im Badminton fanden vom 21. bis zum 25. März 1990 in Paris statt. Die Endspiele wurden am 25. März 1990 ausgetragen. Das Preisgeld betrug 35.000 US-Dollar, was dem Turnier zu einem Zwei-Sterne-Status im Grand Prix verhalf.

## Sieger und Platzierte
| Disziplin    | Gold                            | Silber                        | Bronze                             |
| ------------ | ------------------------------- | ----------------------------- | ---------------------------------- |
| Herreneinzel | Foo Kok Keong                   | Rashid Sidek                  | Sompol Kukasemkij                  |
| Herreneinzel | Foo Kok Keong                   | Rashid Sidek                  | Steve Baddeley                     |
| Dameneinzel  | Hwang Hye-young                 | Lee Young-suk                 | Jung Eun-hwa                       |
| Dameneinzel  | Hwang Hye-young                 | Lee Young-suk                 | Lee Heung-soon                     |
| Herrendoppel | Kim Moon-soo Park Joo-bong      | Jalani Sidek Razif Sidek      | Cheah Soon Kit Soo Beng Kiang      |
| Herrendoppel | Kim Moon-soo Park Joo-bong      | Jalani Sidek Razif Sidek      | Mark Christiansen Michael Kjeldsen |
| Damendoppel  | Chung Myung-hee Hwang Hye-young | Verawaty Fajrin Ivanna Lie    | Catrine Bengtsson Maria Bengtsson  |
| Damendoppel  | Chung Myung-hee Hwang Hye-young | Verawaty Fajrin Ivanna Lie    | Dorte Kjær Lotte Olsen             |
| Mixed        | Kim Moon-soo Chung So-young     | Park Joo-bong Chung Myung-hee | Michael Kjeldsen Dorte Kjær        |
| Mixed        | Kim Moon-soo Chung So-young     | Park Joo-bong Chung Myung-hee | Henrik Svarrer Maria Bengtsson     |

## Finalresultate
| Disziplin    | Sieger                          | Finalist                      | Ergebnis     |
| ------------ | ------------------------------- | ----------------------------- | ------------ |
| Herreneinzel | Foo Kok Keong                   | Rashid Sidek                  | 15-11, 18-13 |
| Dameneinzel  | Hwang Hye-young                 | Lee Young-suk                 | 11-4, 11-6   |
| Herrendoppel | Park Joo-bong Kim Moon-soo      | Razif Sidek Jalani Sidek      | 15-3, 15-10  |
| Damendoppel  | Hwang Hye-young Chung Myung-hee | Verawaty Fajrin Ivanna Lie    | 15-2, 15-1   |
| Mixed        | Kim Moon-soo Chung So-young     | Park Joo-bong Chung Myung-hee | 15-4, 15-6   |